# 恋におちたら (ビートルズの曲)
「恋におちたら」（こいにおちたら、原題 : If I Fell）は、ビートルズの楽曲である。1964年に発売された3作目のイギリス盤公式オリジナル・アルバム『ハード・デイズ・ナイト』や、同年にアメリカで発売されたキャピトル編集盤『サムシング・ニュー』に収録された。レノン＝マッカートニー名義となっているが、ジョン・レノンによって書かれた楽曲。
1964年に公開されたビートルズ主演の映画『ビートルズがやって来るヤァ!ヤァ!ヤァ!』では、リハーサルのシーンとラストのコンサートのシーンで演奏された。

## 背景・曲の構成
「恋におちたら」は、愛とそれによって生じるジレンマを題材とした楽曲で、3つのヴァースとコーラスを通して、貴気持ちの告白、拒絶されることへの恐れなどが歌われている。楽曲について、レノンは1980年の『プレイボーイ』誌のインタビューで「初めてバラードに挑戦した曲。感傷的なバラード…まぁ、馬鹿げたラブソングを書いたというわけさ」と語っている。
曲のキーは基本Dメジャーだが、イントロではキーがD♭メジャーで、4分の4拍子で演奏される。イントロではレノンがソロで歌っているが、それ以外のセクションではマッカートニーがリードを歌い、レノンが下の音域でハーモニーを歌っている。ブリッジやリフレインのセクションがない代わりに、2つのヴァースから直接つながる拡張部分により、形式的なコントラストが与えられている。

## レコーディングやライブでの演奏
「恋におちたら」のレコーディングは、1964年2月27日にEMIレコーディング・スタジオで行われた。レノンとマッカートニーは、ボーカルのレコーディングに際してエヴァリー・ブラザースのような密集和声を作り出すために1本のマイクを分け合った。
モノラル・ミックスとステレオ・ミックスで差異が生じており、モノラル・ミックスでは冒頭のレノンのボーカルがシングルトラックであるのに対し、ステレオ・ミックスではダブルトラックになっている。曲の1分44秒のあたりでマッカートニーの「vain」と歌う声がかすれているが、2009年に発売されたモノラル・ミックスではリマスタリングを担当したエンジニアによって修正されている。
1964年のアメリカツアーで演奏された。なお、ライブでの演奏時に、レノンが「If I Fell Over」と紹介したことがある。

## リリース
「恋におちたら」は、イギリスで1964年7月10日にパーロフォンから発売されたオリジナル・アルバム『ハード・デイズ・ナイト』のA面3曲目に収録された。アメリカでは1964年6月26日にユナイテッド・アーティスツ・レコードから発売されたサウンドトラック盤『A Hard Day's Night (United Artists)』に収録されたのち、7月20日に発売されたシングル盤『アンド・アイ・ラヴ・ハー』のB面や同日に発売されたキャピトル編集盤『サムシング・ニュー』にも収録された。その後、『ラヴ・ソングス』や『リヴァプールより愛を込めて ザ・ビートルズ・ボックス』などのコンピレーション・アルバムにも収録された。
アメリカのBillboard Hot 100では最高位53位を記録し、カナダのシングルチャートでは最高位28位を記録した。ノルウェーでもシングル・カットされ、同国のシングルチャートで第1位を獲得した。
『オールミュージック』のリッチー・アンターバーガーは、本作について「アルバムおよび映画で最高の楽曲の1つで、初期の最高のバラードの1つ」と評している。

## クレジット
※出典
- ジョン・レノン - リード・ボーカル、バッキング・ボーカル、アコースティック・ギター（リズムギター）
- ポール・マッカートニー - リード・ボーカル、ベース
- ジョージ・ハリスン - 12弦ギター（リードギター）
- リンゴ・スター - ドラム

## チャート成績
| チャート (1964年)                 | 最高位 |
| --------------------------------- | ------ |
| Canada Top Singles (RPM)          | 28     |
| オランダ (Single Top 100)         | 3      |
| ドイツ (GfK Entertainment charts) | 2      |
| ノルウェー (VG-lista)             | 1      |
| US Billboard Hot 100              | 53     |

## カバー・バージョン
- ルー・クリスティ - 1966年に発売されたアルバム『Lightnin' Strikes』に収録[18]。
- マルーン5 - 2004年に発売されたEP『1.22.03.ACOUSTIC』に収録[19]。
- メリー・ホプキン - 2005年に発売されたライブ・アルバム『Live at Royal Festival Hall 1972』に収録[20]。夫のトニー・ヴィスコンティとのデュエット。
- 宮本浩次 - 2019年に発売されたシングル『Do you remember?』に収録。横山健とのデュエット[21]。
- 竹内まりや - 2019年に発売されたアルバム『Turntable』に収録[22]。
- ブルー・オイスター・カルト - 2024年に発売されたアルバム『Ghost Stories』に収録[23]。